# يوسف نعمان ناصر
يوسف ناصر (1947-) هو شاعر وأديب فلسطيني، وأستاذ جامعي للغة العربية في جامعة القدس، يقيم في مسقط رأسه كسرى-بكفرسميع بمنطقة الجليل الأعلى بإسرائيل، ويعد من أشهر أكاديمي اللغة العربية، غرس في نفوس طلابه القيم الوطنية والإنسانية.

## حياته ونشأته
يوسف نعمان ناصر ولد سنة 1947 في قرية كفر سميع، بمنطقة الجليل الأعلى، أنهى دراسته الابتدائية في مدرسة قريته، انتقل إلى مدرسة ترشيحا الثانوية حيث أتم دراسته الثانوية سنة 1964، حصل على البكالوريوس في اللغة العربية والأدب العالمي من جامعة تل أبيب، والماجستير في اللغة العربية والأدب المقارن من جامعة حيفا.

## مسيرته واسهاماته
- يعمل نعمان أستاذًا للغة العربية والأدب العالمي في مدرسة ترشيحا الثانوية منذ عام 1970.[4]
- عضو في اللجنة التنفيذية الأولى لرابطة الكتاب في فلسطين.
- عضو في اللجنة التنفيذية الأولى والثانية لمؤتمر الطائفة العربية الأرثوذكسية في فلسطين، وهيئة تحرير مجلة «الرسالة».
- عضو اللجنة التنفيذية لرابطة الأدباء والكتاب الفلسطينيين المنتخبة في الناصرة في 30 أكتوبر سنة 1988.
- كاتب في مختلف الصحف العربية داخل البلاد وخارجها.
- أقام كنيسة فخمة ومركزا ثقافيا وضاحية جديدة للأزواج الشابة في كفر سميع.

## مؤلفاته
نشر لنعمان العديد من المقالات والقصائد في مختلف الصحف المحلية مثل: الاتحاد، والأنباء، والرسالة، والمرصاد، والوطن، وتولى تحرير زاوية أدبية أسبوعية تحت عنوان «أما بعد:» في صحيفة الاتحاد الحيفاوية.
- كتب دراسات عن شعره في مجلة الشئون الفلسطينية (بيروت)، والشرق (الناصرة)، وغيرهما.

## دواوينه الشعرية
- ومضات وأعاصير 1981.
- ضريح الحسناء 1982.
- غيره من الكتب المساعدة في الأدب لطلبه. كما صدر له كتاب
- ورق ورحيق 2008. (يشمل الكتاب على مواضيع إنسانية قيمة يتناولها في فكر خصيب وأسلوب جديد ولغة عربية آسرة، تعيد لقراء العربية في زمن ضعفها جمتاها وسحرها.
- قلائد العقيق 2011.
- صدرت له مجموعة كبيرة من المقالات الأدبية نشرت في صحيفة الأتحاد وصحف عربية أخرى.

## جوائز
- قلده بطريرك المدينة المقدسة في القدس الشريف وسام القبر المقدس لتفانيه في خدمة أبناء قريته.[5]
- نال شهادة تقدير في الأدب من المنظمة العربية للتنمية التابعة لجامعة الدول العربية في القاهرة عام 2000.
- نال جائزة ناجي نعمان الأدبيّة الاستِثنائيّة في لبنان لكتابه «ورق ورحيق» "2010".
- منح شهادات تقدير عديدة على حسن انتمائه الوطني في الشأن من شخصيات وطنية قيادية في البلاد.